# Ralph Cifaretto
Ralph „Ralphie” Cifaretto (cca. 1951–2002), interpretat de Joe Pantoliano, este un personaj fictiv în seria HBO, Clanul Soprano. Ralph a apărut pentru prima dată în serial ca „soldat” în gașca Aprile în al doilea episod al sezonului trei, „Proshai, Livushka”, fiind promovat ulterior în funcția de „Caporegime” al găștii Aprile din familia mafiotă DiMeo, aflată sub regimul lui Tony Soprano și Corrado „Junior” Soprano. Cifaretto este caracterizat ca un personaj impulsiv, instabil și violent în cele mai nepotrivite momente. 
Este ucis de Tony Soprano după ce, devastat în urma unui accident al fiului său, Ralph dă foc unui grajd în care se află Pie-O-My — calul pe care Tony, dar și Ralph, pariază constant la cursele de pariuri. Prin moartea calului, Ralph se gândește că va obține suma de 200.000 $ ca poliță de asigurare, bani cu care ar acoperi cheltuielile medicale pentru fiul său.